# كلارك كارليسل

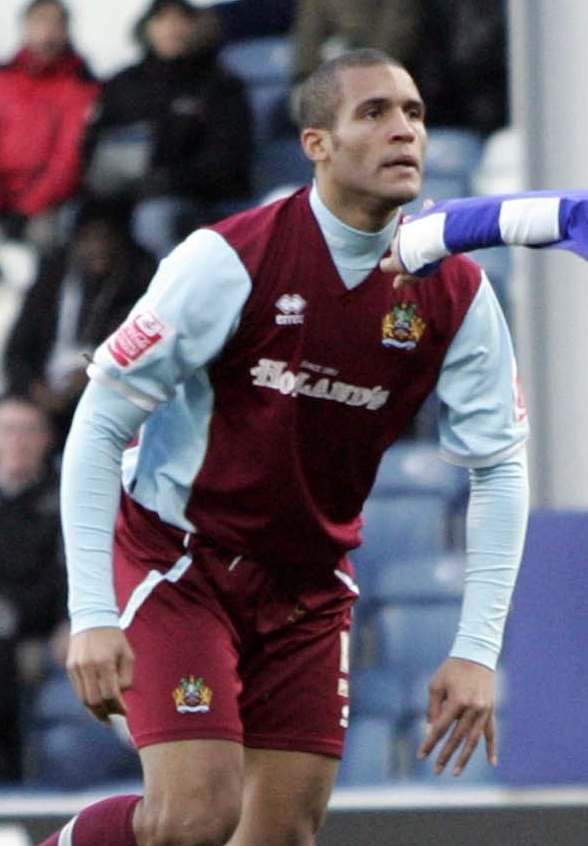

كلارك كارليسل (بالإنجليزية: Clarke Carlisle)‏ (مواليد 14 أكتوبر 1979 في برستون - إنجلترا) لاعب كرة قدم إنجليزي يلعب حالياً لصالح نادي الدرجة الممتازة بيرنلي الإنجليزي منذ 2007 في مركز قلب الدفاع . .

## روابط خارجية
- كلارك كارليسل على موقع قاعدة بيانات كرة القدم.إي يو (الإنجليزية)
- كلارك كارليسل على موقع Soccerbase.com (لاعب) (الإنجليزية)
- كلارك كارليسل على موقع Soccerway.com (الإنجليزية)
- كلارك كارليسل على موقع عالم كرة القدم.نت (الإنجليزية)
- كلارك كارليسل على موقع كووورة
- كلارك كارليسل على موقع AS.com (الإسبانية)